# Șaua Crăcăoani
Șaua Crăcăoani sau Șaua Bălțătești este o șa din Subcarpații Moldovei situată în județul Neamț. Este străbătută de DN15C și asigură comunicarea dintre depresiunea Neamțului și depresiunea Cracău-Bistrița. Altitudinea ei este de 538 m.

## Date geografice
Șaua se găsește între vârful Pietricica Bălțătești (661,5 m), aflat la nord-vest și Dealul Ghindăului (569 m), aflat la est-sud-est și se află în raport funcțional de vecinătate cu Șaua Borlești, spre sud. Pe aliniamentul Bălțătești (vest) – Crăcăoani se află limita dintre zonele montană și subcarpatică.
Cea mai apropiată cale ferată este calea ferată Pașcani–Târgu Neamț.
Ca obiective turistice, în apropiere se găsesc:
- Mănăstirea Văratec,[8] Mănăstirea Horaița[9]
- Parcul Natural Vânători-Neamț, Codrii de Argint, Codrii de Aramă[9]
- Stațiunea balneo-climaterică Bălțătești[8]

## Referințe

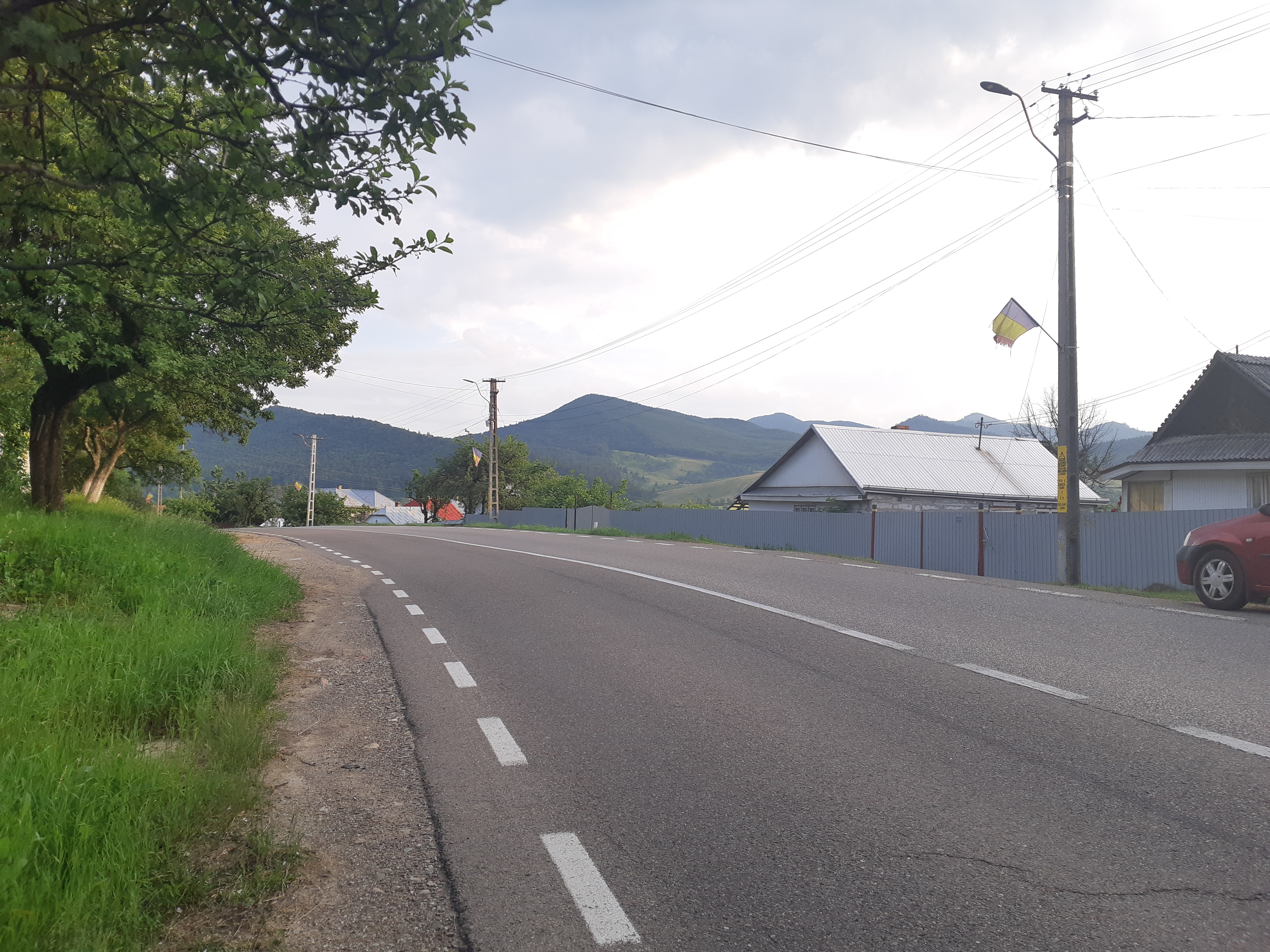
Şaua în cel mai înalt punct.
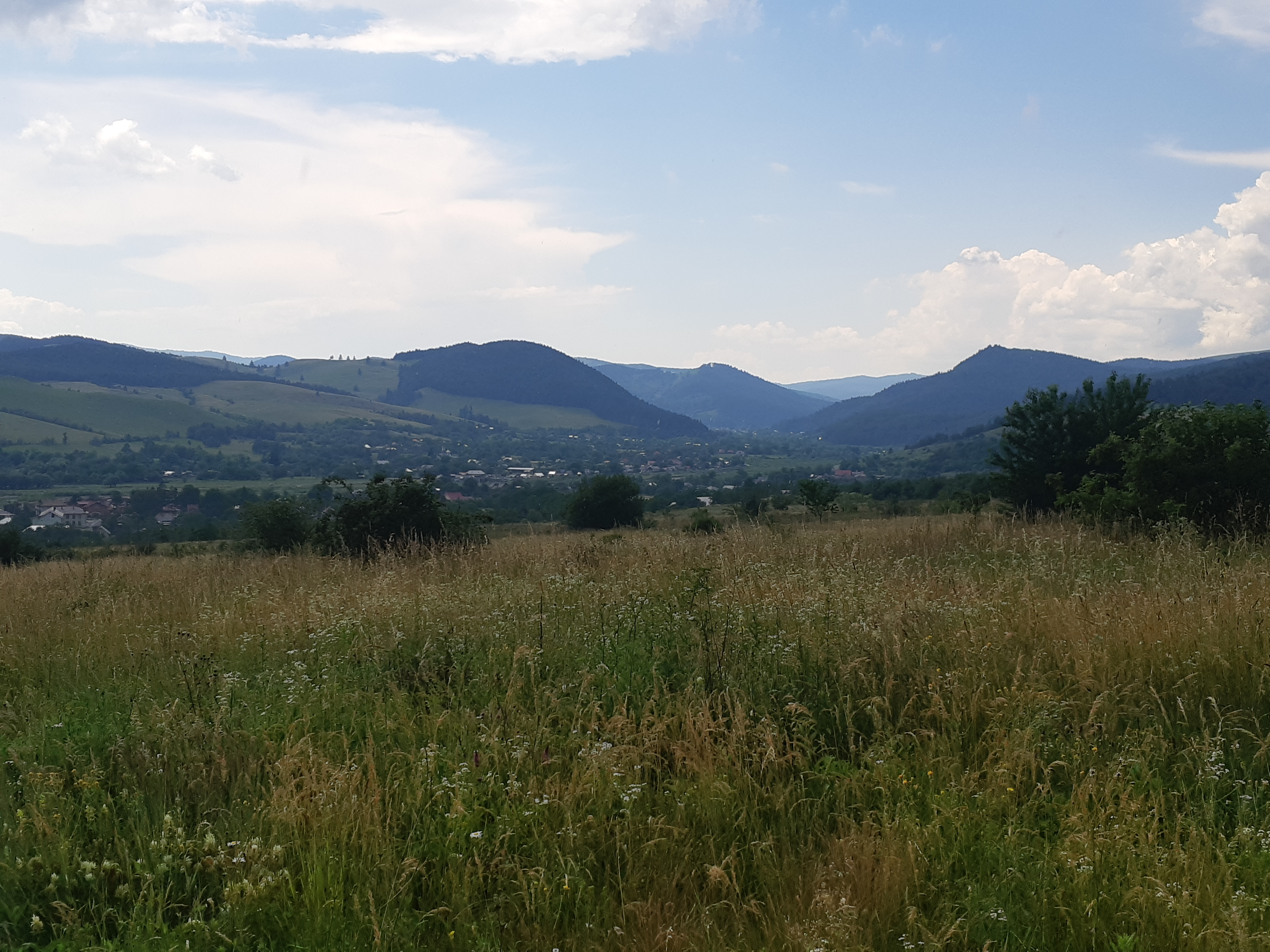
Perspectivă estică. Se vede ieşirea vării Cracăului din Munţii Neamţului
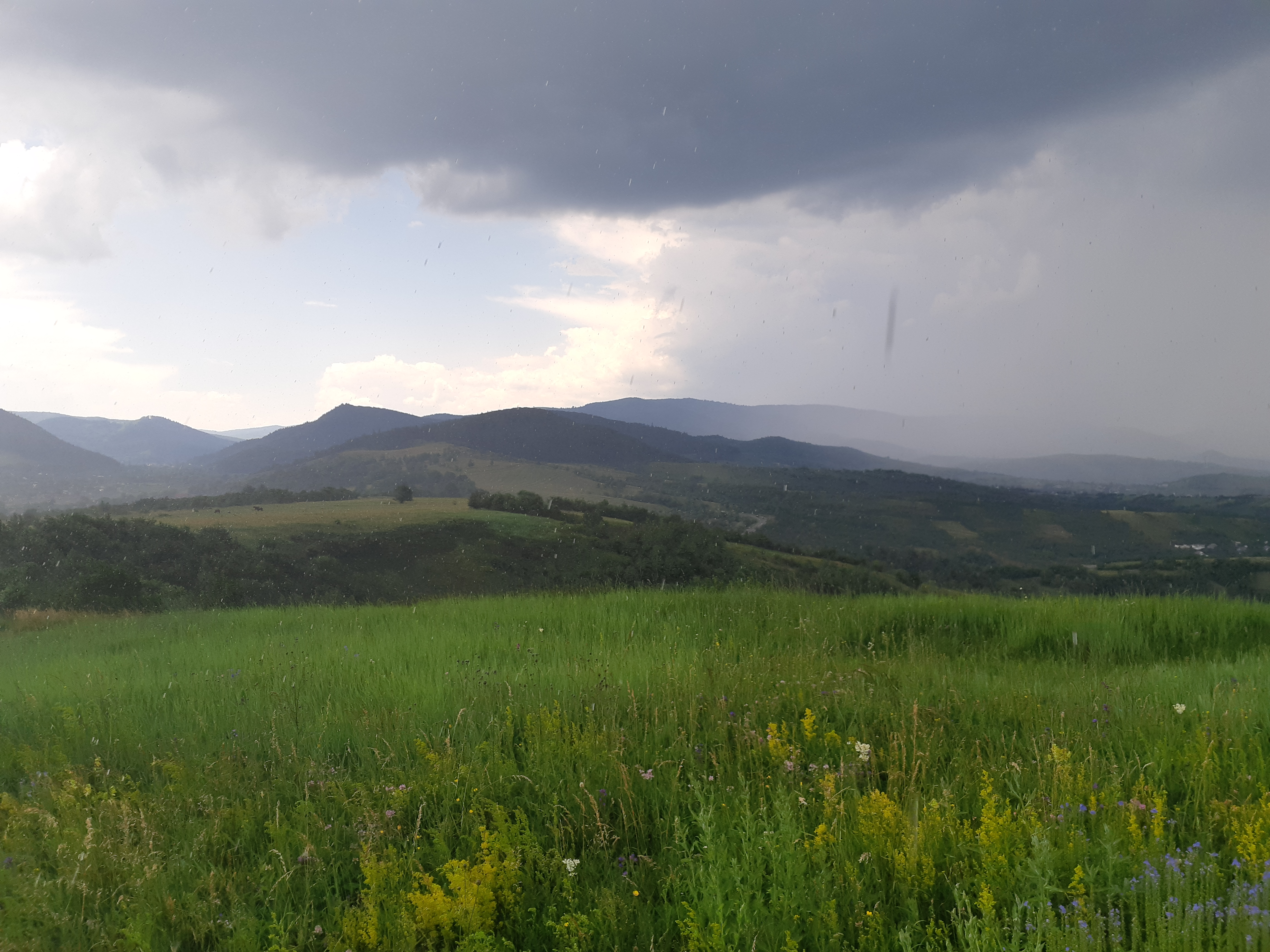
Perspectivă dinspre est de pe Dealul Ghindăului
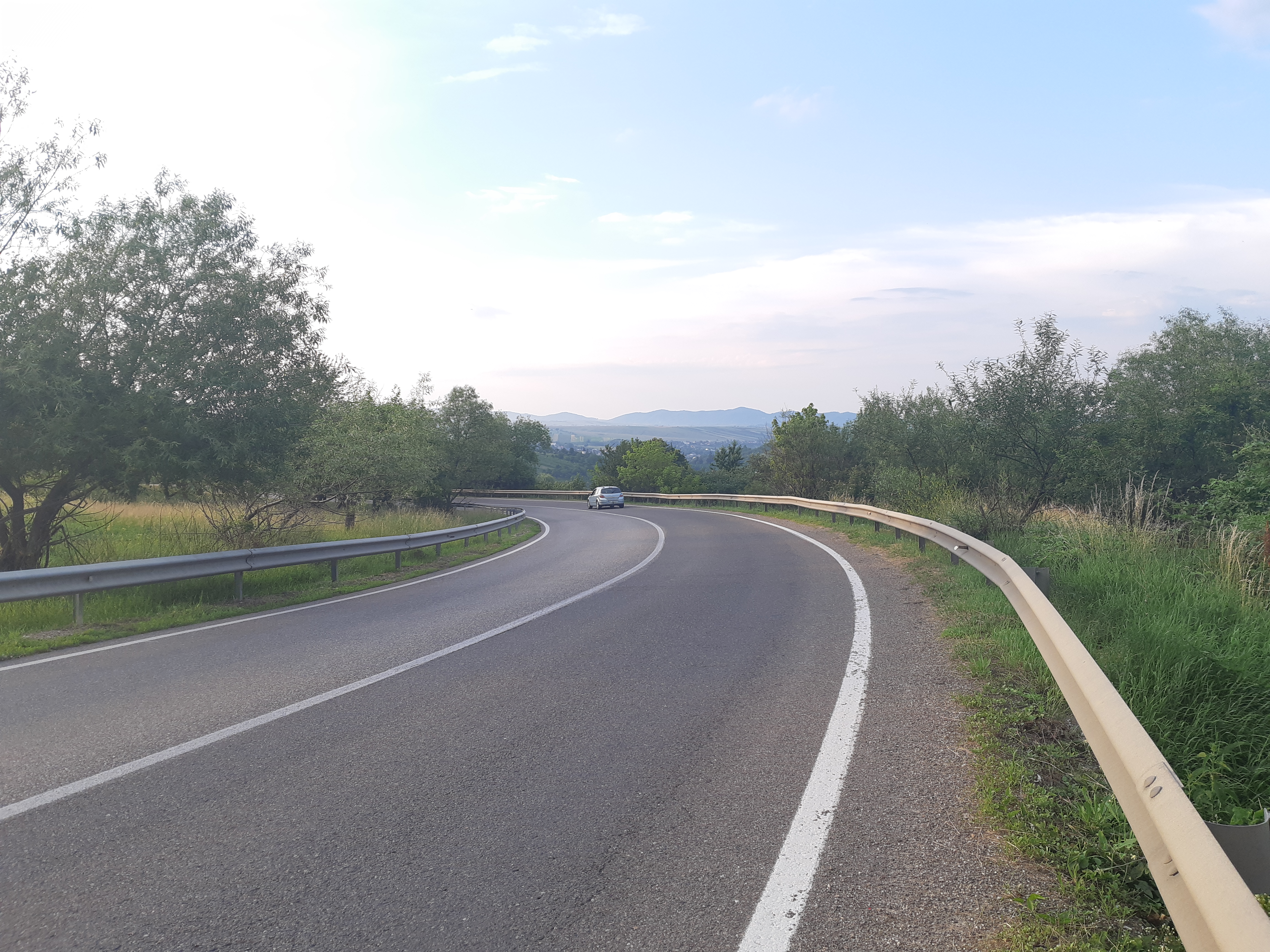
În coborâre spre Depresiunea Neamţului şi spre Bălţăteşti.